# Leopold IV. Anhaltský
Leopold IV. Anhaltský (též Leopold IV. Fridrich, 1. října 1794, Dessau – 22. května 1871, tamtéž) byl princ askánský a vévoda Anhaltska.
Od roku 1817 do roku 1853 byl vévodou Anhaltska-Desavska, následně od roku 1847 do roku 1853 také vévodou Anhaltsko-köthenským a od roku 1835 do roku 1863 byl pánem spojeného vévodství Anhaltsko-Desavsko-Köthensko. Nakonec se od roku 1863 stal i vévodou sjednoceného Anhaltska.

## Život

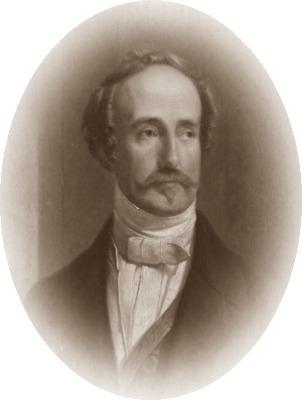

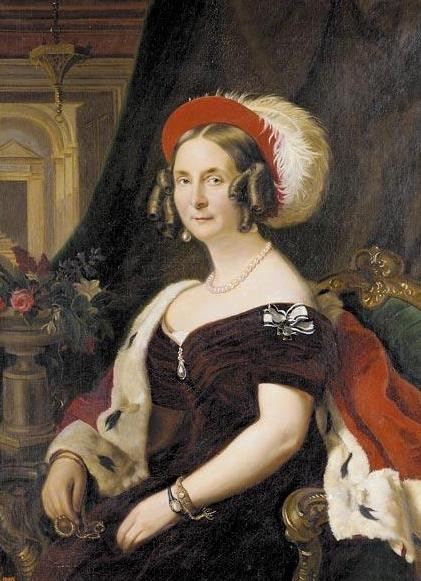
Leopoldova manželka Bedřiška Vilemína

Leopold se narodil v Dessau dne 1. října 1794 jako nejstarší syn Fridricha, dědičného vévody Anhaltska-Desavska, a jeho manželky, lankraběnky Amálie Hesensko-Homburské, dcery Fridricha V. Hesensko-Homburského. Jeho otec se nikdy vévodou nestal, zemřel totiž ještě před svým otcem, Leopoldovým dědečkem; Leopoldem III. Anhaltsko-Desavským. Po smrti Leopolda III. tedy převzal veškeré tituly až jeho vnuk, právě Leopold IV. Byl znám jako milovník literatury, roku 1820 přijal na post zámeckého knihovníka v Dessau básníka Wilhelma Müllera.

### Vláda
Po smrti Leopolda III. byl oficiálně 9. srpna 1817 prohlášen vévodou Anhaltsko-desavským. Leopold měl již v té době vlivné přátele, například vlivného německého státníka Christiana Rastera.
Během revoluce v roce 1848 byl dne 29. října 1848 nucen podepsat ústavu pro Dessau. Nicméně, 4. listopadu 1849 byla stejně zrušena a nahrazena novou verzí až v říjnu roku 1859.
Dne 27. listopadu 1847 zdědil vévodství Anhaltsko-Köthensko od svého vzdáleného příbuzného, vévody Jindřicha. V květnu 1853 pak s Anhaltsko-bernburskými uzavřel smlouvu, jejímž výsledkem bylo spojení těchto dvou vévodství, čímž vzniklo Anhaltsko-Desavsko-Köthensko. Po smrti jeho dalšího vzdáleného příbuzného, Alexandra Karla, dne 19. srpna 1863, zdědil Leopold i Anhaltsko-Bernbursko. 30. srpna 1863 pak oficiálně převzal titul vévoda anhaltský. Stalo se tak po více než 280 letech, jelikož Jáchym Arnošt Anhaltský (1536-1586) byl před Leopoldem IV. posledním držitelem titulu vévoda Anhaltska. Jeho titul ale nebyl dědičný, proto si jeho synové Jan Jiří, Kristián, Augustus, Rudolf a Ludvík, mezi sebou celé Anhaltsko rozdělili.
Leopold zemřel v Dessau dne 22. května 1871 ve věku 76 let, jeho následníkem se stal syn Fridrich.

## Manželství a potomci
Dne 18. dubna 1818 se v Berlíně Leopold oženil s Bedřiškou Vilemínou Pruskou (1796-1850), dcerou Ludvíka Karla Pruského a jeho manželky Frederiky Meklenbursko-Střelické. Jejím strýcem tedy nejenže byl Fridrich Vilém III., ale zároveň měla nevlastního bratra Jiřího V. Hannoverského. Leopold s Bedřiškou měli šest dětí, přičemž pouze tři se dožily dospělosti.
- Bedřiška Amálie Augusta (28. listopadu 1819 – 11. prosince 1822), zemřela mladá
- Anežka Anhaltsko-Desavská (24. června 1824 – 23. října 1897), ⚭ 1853 Arnošt I. Sasko-Altenburský (16. září 1826 – 7. února 1908), sasko-altenburský vévoda
- Syn (*/† 3. srpna 1825)
- Syn (*/† 3. listopadu 1827)
- Fridrich I. (29. dubna 1831 – 24. ledna 1904), anhaltský vévoda, ⚭ 1854 Antonie Sasko-Altenburská (17. dubna 1838 – 13. října 1908)
- Marie Anna (14. září 1837 – 12. května 1906), ⚭ 1854 Fridrich Karel Pruský (20. března 1828 – 15. června 1885)

## Vývod z předků
|                       |                                         |  |                                  |                                         |  |  |  |  |  |  |  | Leopold I. Anhaltsko-Desavský |
|                       |                                         |  |                                  |                                         |  |  |  |  |  |  |  |                               |
|                       | Leopold II. Maxmilián                   |  |                                  |                                         |  |  |  |  |  |  |  |                               |
|                       |                                         |  |                                  |                                         |  |  |  |  |  |  |  |                               |
|                       |                                         |  |                                  | Anna Luisa Föhsová                      |  |  |  |  |  |  |  |                               |
|                       |                                         |  |                                  |                                         |  |  |  |  |  |  |  |                               |
|                       | Leopold III. Anhaltsko-Desavský         |  |                                  |                                         |  |  |  |  |  |  |  |                               |
|                       |                                         |  |                                  |                                         |  |  |  |  |  |  |  |                               |
|                       |                                         |  |                                  | Leopold Anhaltsko-Köthenský             |  |  |  |  |  |  |  |                               |
|                       |                                         |  |                                  |                                         |  |  |  |  |  |  |  |                               |
|                       | Gisela Anežka Anhaltsko-Köthenská       |  |                                  |                                         |  |  |  |  |  |  |  |                               |
|                       |                                         |  |                                  |                                         |  |  |  |  |  |  |  |                               |
|                       |                                         |  |                                  | Bedřiška Henrietta Anhaltsko-Bernburská |  |  |  |  |  |  |  |                               |
|                       |                                         |  |                                  |                                         |  |  |  |  |  |  |  |                               |
|                       | Fridrich Anhaltsko-Desavský             |  |                                  |                                         |  |  |  |  |  |  |  |                               |
|                       |                                         |  |                                  |                                         |  |  |  |  |  |  |  |                               |
|                       |                                         |  |                                  | Filip Vilém Braniborsko-Schwedtský      |  |  |  |  |  |  |  |                               |
|                       |                                         |  |                                  |                                         |  |  |  |  |  |  |  |                               |
|                       | Bedřich Jindřich Braniborsko-Schwedtský |  |                                  |                                         |  |  |  |  |  |  |  |                               |
|                       |                                         |  |                                  |                                         |  |  |  |  |  |  |  |                               |
|                       |                                         |  |                                  | Jana Šarlota Anhaltsko-Desavská         |  |  |  |  |  |  |  |                               |
|                       |                                         |  |                                  |                                         |  |  |  |  |  |  |  |                               |
|                       | Luisa Braniborsko-Schwedtská            |  |                                  |                                         |  |  |  |  |  |  |  |                               |
|                       |                                         |  |                                  |                                         |  |  |  |  |  |  |  |                               |
|                       |                                         |  |                                  | Leopold I. Anhaltsko-Desavský           |  |  |  |  |  |  |  |                               |
|                       |                                         |  |                                  |                                         |  |  |  |  |  |  |  |                               |
|                       | Leopoldina Marie Anhaltsko-Desavská     |  |                                  |                                         |  |  |  |  |  |  |  |                               |
|                       |                                         |  |                                  |                                         |  |  |  |  |  |  |  |                               |
|                       |                                         |  |                                  | Anna Luisa Föhsová                      |  |  |  |  |  |  |  |                               |
|                       |                                         |  |                                  |                                         |  |  |  |  |  |  |  |                               |
| Leopold IV. Anhaltský |                                         |  |                                  |                                         |  |  |  |  |  |  |  |                               |
|                       |                                         |  |                                  |                                         |  |  |  |  |  |  |  |                               |
|                       |                                         |  | Kazimír Vilém Hesensko-Homburský |                                         |  |  |  |  |  |  |  |                               |
|                       |                                         |  |                                  |                                         |  |  |  |  |  |  |  |                               |
|                       | Fridrich IV. Hesensko-Homburský         |  |                                  |                                         |  |  |  |  |  |  |  |                               |
|                       |                                         |  |                                  |                                         |  |  |  |  |  |  |  |                               |
|                       |                                         |  |                                  | Kristína Šarlota zo Solms-Braunfelsu    |  |  |  |  |  |  |  |                               |
|                       |                                         |  |                                  |                                         |  |  |  |  |  |  |  |                               |
|                       | Fridrich V. Hesensko-Homburský          |  |                                  |                                         |  |  |  |  |  |  |  |                               |
|                       |                                         |  |                                  |                                         |  |  |  |  |  |  |  |                               |
|                       |                                         |  |                                  | Fridrich Vilém zo Solms-Braunfelsu      |  |  |  |  |  |  |  |                               |
|                       |                                         |  |                                  |                                         |  |  |  |  |  |  |  |                               |
|                       | Ulrika Luisa zo Solms-Braunfelsu        |  |                                  |                                         |  |  |  |  |  |  |  |                               |
|                       |                                         |  |                                  |                                         |  |  |  |  |  |  |  |                               |
|                       |                                         |  |                                  | Žofie Magdalena zo Solms-Laubachu       |  |  |  |  |  |  |  |                               |
|                       |                                         |  |                                  |                                         |  |  |  |  |  |  |  |                               |
|                       | Amálie Hesensko-Homburská               |  |                                  |                                         |  |  |  |  |  |  |  |                               |
|                       |                                         |  |                                  |                                         |  |  |  |  |  |  |  |                               |
|                       |                                         |  |                                  | Ludvík VIII. Hesensko-Darmstadtský      |  |  |  |  |  |  |  |                               |
|                       |                                         |  |                                  |                                         |  |  |  |  |  |  |  |                               |
|                       | Ludvík IX. Hesensko-Darmstadtský        |  |                                  |                                         |  |  |  |  |  |  |  |                               |
|                       |                                         |  |                                  |                                         |  |  |  |  |  |  |  |                               |
|                       |                                         |  |                                  | Šarlota z Hanau-Lichtenbergu            |  |  |  |  |  |  |  |                               |
|                       |                                         |  |                                  |                                         |  |  |  |  |  |  |  |                               |
|                       | Karolína Hesensko-Darmstadtská          |  |                                  |                                         |  |  |  |  |  |  |  |                               |
|                       |                                         |  |                                  |                                         |  |  |  |  |  |  |  |                               |
|                       |                                         |  |                                  | Kristián III. Falcko-Zweibrückenský     |  |  |  |  |  |  |  |                               |
|                       |                                         |  |                                  |                                         |  |  |  |  |  |  |  |                               |
|                       | Karolína Falcko-Zweibrückenská          |  |                                  |                                         |  |  |  |  |  |  |  |                               |
|                       |                                         |  |                                  |                                         |  |  |  |  |  |  |  |                               |
|                       |                                         |  |                                  | Karolína Nasavsko-Saarbrückenská        |  |  |  |  |  |  |  |                               |
|                       |                                         |  |                                  |                                         |  |  |  |  |  |  |  |                               |